# Sigapatella novaezelandiae
Sigapatella novaezelandiae is een slakkensoort uit de familie van de Calyptraeidae. De wetenschappelijke naam van de soort is voor het eerst geldig gepubliceerd in 1831 door Lesson.